# Марш утренней зари
«Марш у́тренней зари́» — художественный фильм, поставленный режиссёром Романом Качановым на киностудии «Мосфильм».
Кинопремьера прошла в Риге 8 августа 2022 года, премьера в интернете — 28 декабря 2022 года.

## Сюжет
Действие фильма развивается в Подмосковье в конце XX века. На дворе пресловутые «лихие» девяностые. В России развивается капитализм. Главный герой кинокартины зарабатывает тем, что снимает рекламные ролики и организует концерты. Он берётся организовать конкурс молодых музыкантов. Кто должен стать победителем конкурса, решено заранее. На выступления съезжаются никому не известные музыканты, представляющие самые разные музыкальные жанры и течения. У них разные взгляды как на жизнь, так и на музыку. Всех их объединяет желание хоть немного заявить о себе. Случай вносит свои коррективы, и событие принимает неожиданный оборот. Конкурс идёт не так, как было запланировано.

## В ролях
- Иван Семёнов — главный герой
- Варвара Комарова — Оля
- Константин Игнатьев — Галкин
- Феликс Бондарев — певец
- Лиана Гриба — скрипачка
- Анфиса Вистингаузен — Весёлая
- Евгения Романова — Взрослая (Люба)
- Александра Киселёва — Красивая (Маша)
- Тереза Диуро — Темнокожая (Стефания)
- Михаил Данилин — охранник группы
- Гарик Сукачёв — старший заказчик
- Кузьма Котрелёв — младший заказчик
- Юлия Соломонова — поэтесса
- Дан Розин — дизайнер
- Алёна Смирнова — девушка дизайнера
- Юрий Скулябин — охранник дизайнера
- Артемий Троицкий — ветеран сцены 1
- Найк Борзов — ветеран сцены 2
- Жанна Агузарова — ветеран сцены 3
- Семён Лисейчев — рэпер
- Павел Гаврилин — папа рэпера
- Александр Михайлов — DJ
- Александр Золотовицкий — Игорь
- Лилия Краснова — жена Игоря
- Николь Косинская — А капелла
- Гара Качанова — рок-вокалистка
- Василий Звёздкин — рок-вокалист
- Никита Буланюк — басист
- Максим Никонов — барабанщик
- Максим Макаров — гитарист
- Виктор Балабанов — Владимир Ша (председатель жюри)
- Юлия Витрук — женщина с бантом
- Елена Тонунц — профессор консерватории (член жюри)
- Игорь Рубцов — член жюри 1
- Михаил Владимиров — член жюри 2
- Пётр Коршунков — член жюри 3
- Роман Качанов — аксакал
- Анна Золотухина — пастушка
- Алёна Хуморова — начальница рекламного отдела
- Александр Шушканов — видеооператор 1
- Игнат Соловей — видеооператор 2
- Максим Ханжов — Константин
- Александр Зачиняев — голос главного героя

## Съёмочная группа
- Режиссёр, сценарист, продюсер: Роман Качанов
- Продюсер: Павел Гаврилин
- Оператор: Дмитрий Яшонков
- Художник по гриму: Ирина Давлетьярова
- Художник по костюмам: Ксения Егорова
- Монтаж: Маргарита Смирнова
- Звукорежиссёр: Владимир Литровник
- Звук на площадке: Данис Сиражев
- Художник-постановщик: Дархан Исаев
- Департамент реквизита: Галина Лебединец, Анна Васильева, Константин Скаков, Вадим Эсхани, Игнат Соловей
- Саундтрек: Женя Любич, Феликс Бондарев (RSAC), Борис Гребенщиков, Семён Лисейчев (МС Сенечка), Гара Качанова, Дан Розин, Артем Ляховский, Федор Денисов, Дмитрий Артемьев, Андрей Бугров, Виктория Завгородняя, Иван Макушок, Алексей Каневский, Vasyanskee

## Производство
Сценарий
Со слов режиссёра Романа Качанова, в основу сценария лёг его собственный рассказ, который он написал за несколько часов. Действие происходит в конце 1990-х годов, со всеми явлениями которых Качанов «знаком не по литературе и не по каким-то рассказам товарищей, а потому что сам во всем участвовал», и о которых в интервью еженедельнику «7 дней» режиссёр сказал:
Мне не нравится, что мои коллеги тиражируют одни и те же образы про кровищу, непрерывную стрельбу и пальбу. Некоторая стрельба и некоторое присутствие оружия в то время были. Но это, конечно не заполняло всё пространство. Мне захотелось показать другие стороны того волшебного времени, когда душа пела и люди пели и плясали, в прямом смысле этого слова, потому что открылись совершенно новые возможности в шоу-бизнесе, на эстраде.
Тем не менее фильм построен не на ностальгии, а нацелен на современность, и основной его посыл «про то, что нужно с пониманием относиться к смене поколений. И тем, кого сменяют, и тем, кто сменяет».
Бюджет
Фильм планировался как малобюджетный, однако к марту 2021 года бюджет увеличился в 2,5—3 раза, и фильм перешёл в категорию среднебюджетных.
Продюсер фильма Павел Гаврилин признался, что в связи с увеличением бюджета ему пришлось вложить в производство собственные средства.
Продакт-плейсмент
Павел Гаврилин подтвердил, что в фильме был размещён продакт-плейсмент благотворительной организации «Ночлежка».
Подбор актёров
В фильме сыграло значительное число молодых актёров и музыкантов. В небольших эпизодах приняли участие такие представители российского шоу-бизнеса, как Артемий Троицкий, Жанна Агузарова, Гарик Сукачёв и Найк Борзов.
Съёмки
Съёмки проходили в 2020 и 2021 годах в Подмосковье — в Жуковском и Люберцах.
По словам Найка Борзова, лично его съёмки заняли всего один день. Борзов также выразил мнение, что его персонаж похож на героя Георгия Вицина в «Кавказской пленнице»:
Я не могу сказать, что мой персонаж копирует его, но, тем не менее, в «Марше утренней зари» были некоторые пересечения с троицей Труса — Балбеса — Бывалого. У нас с Артемием Троицким и Жанной Агузаровой были немного похожие диалоги, поэтому и сложилась такая ассоциация.
Съёмочный период фильма пришёлся на пик пандемии коронавирусной инфекции в ноябре—декабре 2020 года. В интервью газете «Московский Комсомолец» режиссёр фильма Р. Качанов сказал:
Я сознательно набрал молодых артистов, которые даже не почувствовали проклятого ковида. У некоторых повысилась температура на один день, но всё прошло как лёгкая простуда. [...] Позвал кого-то из своих товарищей, но снимал за один съёмочный день, чтобы не подвергать лишний раз риску не только их, но и наш проект. Но всё равно было нервно [...] поскольку действительно мог кого-то уморить, как мог уморить и себя, но это мы оставим за скобками.
Жанна Агузарова на вопрос НСН: «Жанна, это ваш дебют в съёмках кино?», ответила:
Не совсем, в кино я уже снималась, в своём прямом качестве рок-музыканта, в музыкальном номере в фильме «Диск-жокей», а вот в качестве актрисы в фильме Романа Качанова – это действительно мой дебют, надеюсь, успешный.
Съёмки фильма завершились в начале весны 2021 года.

## Премьера
Производство фильма было завершено весной 2022 года. Премьера и прокат должны были начаться в мае 2022 в России, но Роман Качанов отказался от премьеры и кинопроката в Российской Федерации, он сделал заявление, что не хотел этим кинопоказом осуществлять «информационное прикрытие вторжения».
Первая премьера фильма прошла в Риге (Латвия) 8 августа 2022 года, затем премьерные показы прошли в Ницце (Франция) и Торревеьехе (Испания).
«Новая Газета. Балтия» после премьеры фильма в Риге написала, что со слов режиссёра, фильм оказался ещё и «прощанием России со свободой».
28 декабря 2022 года фильм был обнародован в сети интернет в YouTube и других видеохостингах.
В августе 2023 года был продемонстрирован в рамках международного антивоенного фестиваля кино в Йыхви